# Miguel Ezquerra Sánchez
Miguel Ezquerra Sánchez (ur. ? w Huesca w Hiszpanii, zm. 29 października 1984 w Madrycie) – frankista, oficer Division Azul, a następnie dowódca tzw. Batalionu Ezquerry podczas II wojny światowej.
W latach 1936–1939 uczestniczył w hiszpańskiej wojnie domowej, walcząc po stronie frankistów w Madrycie, Aragonii i Extramadurze; doszedł do stopnia porucznika. Po agresji Niemiec na ZSRR 22 czerwca 1941 r., wstąpił ochotniczo do nowo formowanej Dywizji Hiszpańskich Ochotników, która została włączona w skład Wehrmachtu jako 250 Ochotnicza Dywizja Piechoty (Błękitna Dywizja) i wysłana na front wschodni pod Leningrad. Awansował do stopnia kapitana. Po wycofaniu dywizji do Hiszpanii w październiku 1943 r., postanowił walczyć dalej po stronie III Rzeszy. Na początku 1944 r. wstąpił do Waffen-SS, dostając stopień Waffen-Obersturmbannführera der SS. Uzyskał zgodę dowództwa niemieckiego na prowadzenie werbunku wśród weteranów Błękitnej Dywizji i hiszpańskich robotników w Niemczech w celu sformowania jednostki wojskowej w sile batalionu pod własnym dowództwem. Weszła ona w skład 28 Ochotniczej Dywizja Grenadierów Pancernych SS "Wallonien", biorąc udział m.in. w ofensywie w Ardenach w grudniu 1944 r. i styczniu 1945 r. Następnie Hiszpanie zostali przeniesieni do 33 Dywizji Grenadierów SS "Charlemagne". W ostatnich okresie wojny bronili Berlina przed Armią Czerwoną. Miguel Ezquerra Sánchez dostał się do niewoli sowieckiej i został zesłany do łagru, skąd udało mu się zbiec i powrócić do Hiszpanii. Według innych źródeł został zwolniony z niewoli jako hiszpański robotnik i poprzez Francję wrócił do kraju, gdzie zmarł 29 października 1984 r.
Miguel Ezquerra Sánchez jest autorem wspomnień z czasów II wojny światowej pod tytułem "Berlín a Vida o Muerte".